# Kunkellehen
Unter einem Kunkellehen  (lateinisch feudum femininum) versteht man ein Lehen, das entweder an eine Frau verliehen oder (bei Fehlen männlicher Erben) auch in weiblicher Linie vererbbar war. Neben Kunkellehen finden sich auch gelegentlich die Bezeichnungen Weiberlehen, Schleierlehen, Spindellehen oder Spilllehen. Das entsprechende patrilineare Gegenstück des Kunkellehens nennt man Mannlehen.

## Begriff
In aller Regel waren Lehen im Mittelalter Mannlehen, da sie mit einer Pflicht zu Kriegsdienstleistung verbunden waren, und nur in Ausnahmefällen erfolgte, wenn eine Adelsfamilie im Mannesstamm ausstarb, ein Übergang des Lehens auf Erbinnen (matrilinear an Töchter und deren Nachfahren). Dies galt im Heiligen Römischen Reich, einschließlich Reichsitaliens, ebenso wie in Frankreich, England und den anderen nordeuropäischen Staaten. Zwar war es seit dem 12. Jahrhundert möglich, Lehen an Frauen auszugeben, doch blieb dies stets im Widerspruch zum Idealbild des Lehenswesens als ritterlichen, männlichen Aufgabenbereich, in welchen Frauen durch Eheschließung ihre Rolle einnahmen. Man nannte Weiberlehen daher auch feuda impropria („uneigentliche“, d. h. von der Regel abweichende Lehen).
Im spanischen oder süditalienischen Adel hingegen konnten Lehen in aller Regel bei Aussterben des Mannesstammes einer Familie auch auf Töchter übergehen (und gleichzeitig auch die mit ihnen verbundenen Adelstitel). Im Reich handhabte man dies meist nur bei Reichslehen „von fürstmäßiger Größe“ (Fahnlehen) so, sie wurden in der Regel als Ausnahmen vom Mannlehnprinzip behandelt, die bei Aussterben des Mannesstammes der sie regierenden Familie an Töchter (manchmal die Älteste, manchmal an Erbengemeinschaften mehrerer Töchter) übergehen konnten, doch löste dies nicht selten Erbfolgestreitigkeiten aus. (Bekannte Fälle waren der Limburger Erbfolgestreit 1283–89 und der Limpurger Erbstreit ab 1690.) Die mit der Lehnsträgerschaft verbundenen Vasallendienste wie Heerfahrt, Hoffahrt und Ehrendienste hatte die Lehnsträgerin dann durch Bevollmächtigte erbringen zu lassen. Wenn bei der Belehnung eines Mannes die weibliche Lehnserbfolge – anstatt der üblichen männlichen Sukzession – ausnahmsweise zugelassen war, sprach man vom feudum femineum ex pacto (vertragsgemäßem Frauenlehen), wenn Frauen direkt belehnt wurden von feuda feminea propria (eigentlichem Frauenlehen).
Viel häufiger war aber der Lehnsheimfall und die anschließende Neuvergabe eines Mannlehens an einen Schwiegersohn oder Enkel (in weiblicher Linie) des letzten Lehnsträgers. Dem gingen auch öfters Erbschaftsverträge voraus. Auf eine solche Belehnung gab es aber – anders als beim Kunkellehen – keinen Rechtsanspruch, sie stand im freien Ermessen des Lehnsherrn und hing von dessen Beziehung zum Neubelehnten ab.
Im Gegensatz zu Lehnsbesitzen war das Allod (der Eigenbesitz) frei vererblich, auch an Töchter. Frühe erbrechtliche Regelungen finden sich in der Lex Salica und der Lex Ripuaria, spätere im Sachsenspiegel von 1220–30. Der Kunkelteil ist vom Kunkellehen zu unterscheiden, darunter versteht man den Erbteil einer Frau am allodialen Landbesitz oder am Sach- bzw. Geldvermögen. Der männliche Erbteil daran wurde auch Schwerdteil genannt.

## Etymologie
Der Begriff Kunkellehen leitet sich von dem mittelhochdeutschen Wort kunkel (ahd. chuncla) her, womit ein Spinnrocken bezeichnet wurde. Die Kunkel wird hier zum Symbol des Weiblichen, da das Spinnen eine typisch weibliche Tätigkeit war. Das Wort Kunkel selbst geht auf lateinisch conucula zurück, der Verkleinerungsform des lateinischen Wortes conus (Kegel).